# Río Rummel
El río Rummel (en árabe, وادي الرمال wādi rummāl), también conocido como Ued Rhummel, es uno de los ríos más caudalosos del oriente argelino. En época romana se le conocía como río Ampsaga, y separaba las provincias de Numidia y Mauritania Cesariense. Nace al oeste de la provincia de Mila y discurre hacia el sur hasta la bahía de Jijel, entre las baladías de Sidi Abdelaziz y Kheïri Oued Adjoul. 
En su cauce alto, separa en dos la ciudad de Constantina, donde cruzan sobre él el puente Sidi M'Cid y el puente de Sidi Rached. Después llega a las ruinas romano-bereberes de Tiddis. En su cauce medio, forma el embalse de Béni Haroun, a 5 km al norte de la villa de Mila. 
En su cauce más bajo, cuando entra en la región bereber de Cabilia, se le conoce como Oued al-Kebīr (الوادي الكبير, «el río Grande»). Este tramo es muy sinuoso, con desfiladeros como el de Sidi Maaruf, pues atraviesa la cadena montañosa numídica de Argelia (Atlas telliano). Su delta, en el golfo de Jijel, forma la reserva natural de Beni Belaid.